# Tahert
Tahert ou Tihert est une ancienne ville d'Afrique du Nord, capitale de la dynastie des Rostémides (777-909), située au centre de l'Algérie.
Son emplacement se situe sur le territoire de l'actuelle commune de Tagdemt (wilaya de Tiaret) à quelques kilomètres à l'ouest de Tiaret et au sud-est d'Oran. Elle pourrait correspondre au site d'une ancienne cité phénicienne qui est devenue par la suite romaine puis byzantine, appelée Tingartia.

## Toponymie
Tahert est une forme dérivée d'un nom de souche berbère qui veut dire « lionne ». Selon les sources ibadites, le site de la ville était occupé par une grande forêt habitée par des lions

## Histoire

### Antiquité
En ce qui concerne Tingartia, localité d'origine ancienne, utilisée par les Romains jusqu'à l'époque byzantine, et pourvue d'un évêché au Ve siècle, il n'existe pas de preuves tangibles qu'elle se trouvait à cet endroit. Elle pourrait correspondre au site d'une ancienne cité phénicienne,,[réf. à confirmer].
Il existe toutefois des traces d'occupation romaine à partir du début du IIIe siècle (une inscription de 211), avec un fort, qui se développe jusqu'à l'invasion vandale. On relève aussi des traces de la présence chrétienne datant du Ve siècle. 
En 533, les Byzantins de Bélisaire, ayant reconquis la province d'Afrique, reprennent possession de la région, mais en déléguant l'autorité à des chefs de tribus berbères. Il a existé, dans la région, un royaume qui a perduré peut-être jusqu'au début de la conquête musulmane.

### Les débuts de la période musulmane
La cité romaine est détruite en 681 lors de la conquête musulmane du Maghreb. De nouveaux arrivants, Berbères comme les précédents occupants, auraient rebâti sur ses ruines, une ville nommée Tahert.
Tahert l'ancienne, devait exister au moment où Ibn Rostom vint s'installer dans la région puisque des monnaies, trouvées à Volubilis, mais frappées dans la ville, mentionnent le nom d'un gouverneur de la ville, dépendant de Bagdad. Selon la tradition ibadite, le site était un repaire de bêtes sauvages. 
Puis, en 761, le gouverneur de Kairouan, l'ibadite Abder Rahman Ben Rostem, chassé par les Abbassides, se réfugie dans la région avec ses fidèles, et ayant obtenu le soutien des habitants y fonde « Tahert-la-Neuve » (Tahert al-Jadida), la première Tahert devenant alors « Tahert-la-Vieille » (Tahert al-Qadima).

### La période des Rostémides

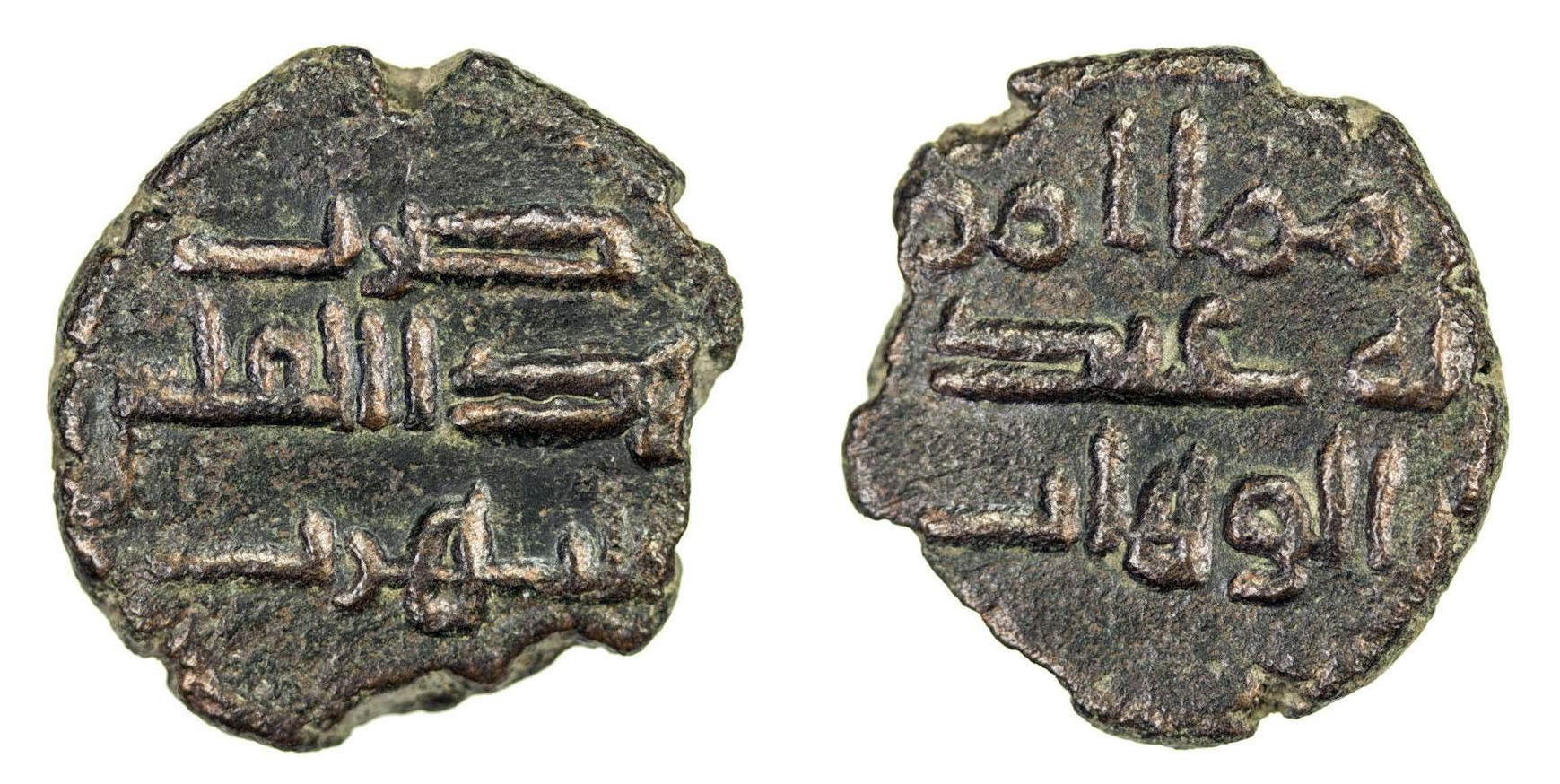
Fulus (pièce de monnaie en bronze) rostémide frappée au nom du souverain Abd el Wahab à Tahert (168 à 208 du calendrier hégirien soit 184 à 284)

Tahert devient la capitale de la dynastie des Rostémides.
Tahert devient une riche cité commerçante située sur l'itinéraire trans-maghrébin est-ouest, dans une zone de contact entre le Tell et les éleveurs et nomades des Hauts plateaux et du sud. On échangeait : le blé, les textiles, les laines, les moutons, les dattes, les abricots et les dromadaires.
Elle est également un relais capital du commerce transsaharien par lequel transitent alors l’or et les esclaves d'Afrique noire, venus du Sud du Sahara vers d’autres parties du monde musulman. Tahert serait même, à partir du VIIIe siècle, la première cité du Nord à entreprendre les deux mois de traversée du désert, devenant un port saharien florissant.
Tahert était une cité religieuse mais cosmopolite qui attirait des commerçants et des réfugiés de l’Orient. Elle était un grand foyer de rayonnement culturel, ses bibliothèques renfermaient des milliers d'ouvrages d'exégèse coranique, de médecine et d’astronomie.

### La destruction par les Fatimides
En 909, elle est ruinée par l'attaque des berbères montagnards Kutama, alliés au dâ`i fatimide Abu Abd Allah ach-Chi'i. La ville est détruite et ses habitants sont massacrés ou exilés. Les réfugiés fuient dans le désert, ils s'établissent à Sedrata près d'Ouargla. Puis, ils atteignent le Mzab.
Sous les Fatimides, Tahert devient le chef-lieu d'une vaste province englobant le littoral situé entre Ténès et Oran et s'étendant sur un territoire investi par les Zénètes dans l'arrière-pays. Un gouverneur est installé qui va peu après subir des attaques menées des Maghraouas. En 910, la ville est reprise à la suite d'une grande expédition.

## Urbanisme
Le site de Tahert se trouve à plus de mille mètres d'altitude ; il bénéficie de pluies abondantes et est traversé par deux cours d’eau. Tahert disposait de ressources hydriques suffisantes pour le développement de vergers et de cultures maraîchères prospères. Les souverains Rostémides ont édifié des bâtiments agricoles et ont organisé l'irrigation. 
L'urbanisme de Tahert est caractérisé par son aspect éclaté. La ville est constituée par la juxtaposition de quartiers communautaires : habitants originaires de Kairouan, Koufa ou Bassorah, chrétiens ou tribaux et était dominée par une citadelle. Le centre-ville était situé autour de la mosquée cathédrale construite par Ibn Rostom. Une citadelle surplombait le marché principal. La ville était entourée d'un rempart percé de plusieurs portes dont Bab al-Safa, Bab al-Manazil (porte des Logements), Bab al-Andalus et Bab al-Matahin (porte des Moulins). Al Muqadassi et Ibn Saghir donnent certains noms de quartiers et de rues : Darb al-Maçuna, Darb Harat el-Faqir, Darb al-Bassatin et Bab Majjana.

## Le site archéologique: Tahert-Tagdemt
Il subsiste actuellement des vestiges d'époque Rostémide, ainsi que de l'époque de l’Émir Abd el-Kader (en 1836, l'Émir choisit le site de Tagdemt pour créer la nouvelle capitale de son État, à la place de Mascara).
Le site est riche en vestiges. Des pièces de monnaie antiques mais également de l'outillage lithique remontant à la Préhistoire ont été trouvés. Ces vestiges sont l'objet d'une protection officielle depuis le 26 décembre 1978.